# Ковалів Олександер Іванович
Ковалів Олександер Іванович (нар. 15 січня 1951, м. Городенка, Івано-Франківська область) ― український вчений, практик, доктор економічних наук, старший науковий співробітник зі спеціальності економіка та управління національним господарством, професійний експерт-дорадник у галузі земельних відносин, землеустрою, землевпорядкування, економіки природокористування, охорони довкілля та розвитку сільських територій, Почесний землевпорядник України, Почесний доктор з екології Інституту агроекології і природокористування Національної академії аграрних наук України, Заслужений працівник сільського господарства України, автор наукової монографії «Звершення земельної реформи в Україні: нова парадигма». Автор нового розділу економіки: «Когнітивна земельна економіка», яка діє в просторово-часовій сфері як складова новітньої соціально-економічної формації та Піраміди-моделі функціонування когнітивної земельної економіки (так звана "Когнітивна Піраміда Олександера Коваліва), яка діє у запропонованій сфері економіки.

## Життєпис
Народився 1951 р. у місті Городенка Івано-Франківської обл. в багатодітній українській сім'ї. Капітан запасу.
Навчався (1958—1968) і закінчив Городенківську СШ № 1.
Робітник, художник Городенківського районного кінотеатру (1968—1969).
У 1974 р. закінчив Львівський сільськогоспо-дарський інститут за спеціальністю ― інженер-землевпорядник. Здобув кваліфікації журналіста і художника. Інженер-землевпорядник Івано-Франківського філіалу ін-ту «Укрземпроект» (1974—1977), головний інженер-землевпорядник Городенківського р-ну (1977—1980), начальник відділу, управління земельних ресурсів та природокористування в Івано-Франківській обл. (1980—1992), директор Івано-Франківського центру геодезії, кадастру та геоінформаційних систем при Головному управлінні геодезії, картографії та кадастру Кабінету Міністрів України (1992—1993), завідувач відділу регулювання земельних відносин та розвитку села Івано-Франківської обласної ради (1993—1994), депутат Івано-Франківської обласної ради, голова постійної депутатської комісії земельних відносин і розвитку сільського господарства на професійній основі (1994—2002), голова Комітету земельних відносин Асоціації фермерів та приватних землевласників України (на громадських засадах), член ради АФЗУ (1997—2007). У березні 2000 р. переведено до м. Києва на роботу в Міністерство аграрної політики України, де працював 11 років ― до досягнення пенсійного віку. Із 2011 р. працює в Інституті агроекології і природокористування НААН (зав. відділу з питань інтелектуальної власності та маркетингу інновацій, завідувач відділу економіки природокористування в агросфері).
Пройшов фахові стажування в Швеції (1994) та США (1997).

## Науковий доробок
Автор понад 120 наукових праць і численних публікацій в пресі загальним обсягом понад 60 друк. арк.
Зокрема, для суспільного обговорення і залучення громадянського середовища до практичного впровадження «Нової парадигми звершення земельної реформи в Україні», опубліковано впродовж 2017—2022 рр. науково-практичні статті на шпальтах газет: «Урядовий кур'єр [Архівовано 30 Квітня 2019 у Wayback Machine.]», «Дзеркало тижня [Архівовано 30 Квітня 2019 у Wayback Machine.]» і «День [Архівовано 1 Грудня 2021 у Wayback Machine.]»:
- У кого земля — у того влада! [Архівовано 30 Квітня 2019 у Wayback Machine.] / О. І. Ковалів // Урядовий кур'єр. — 07 верес. 2017. — № 166 [6035]. –– С. 8.
- Земельний диявол. Як зняти прокляття із земельної реформи [Архівовано 30 Квітня 2019 у Wayback Machine.] / О. І. Ковалів // Дзеркало тижня. — 23-30 верес. 2017. — № 35 [331]. — С. 11.
- Із «земельною гранатою» в руці. Чи є рецепт виходу із земельної кризи? [Архівовано 30 Квітня 2019 у Wayback Machine.] / О. І. Ковалів // Дзеркало тижня. — 27 жовт. — 3 лист. 2017. — № 40 [336]. — С. 7.
- Сутність земельного капіталу [Архівовано 30 Квітня 2019 у Wayback Machine.] / О. І. Ковалів // Дзеркало тижня. — 9 — 15 груд. 2017. — № 47 [343]. — С. 6.
- Фермер спить, а земля родить. Чи нестиме «земельна» курка золоті яйця? [Архівовано 30 Квітня 2019 у Wayback Machine.] / О. І. Ковалів // Дзеркало тижня. — 3 — 9 лют. 2018. — № 4 [350]. — С. 8.
- Баланс «земельних» інтересів [Архівовано 30 Квітня 2019 у Wayback Machine.] / О. І. Ковалів // Дзеркало тижня. — 14 — 20 квіт. 2018. — № 14 [360]. — С. 7.
- Золоте правило земельної реформи: «сім разів відміряти, а один раз відрізати!..» [Архівовано 30 Квітня 2019 у Wayback Machine.] / О. І. Ковалів // Дзеркало тижня. — 26 трав. — 1 черв. 2018. — № 20 [366]. — С. 8.
- Українці мільйонери [Архівовано 12 Травня 2019 у Wayback Machine.] / О. І. Ковалів // День. — 5 лип. 2018. — № 116 [5204]. — С. 8-9.
- Тайни реформування «лісових відносин» в Україні [Архівовано 30 Квітня 2019 у Wayback Machine.] / О. І. Фурдичко, О. І. Ковалів // Дзеркало тижня. — 14 лип. — 20 лип. 2018. — № 27 [373]. — С. 8.
- Українське…"Ельдорадо" [Архівовано 11 Травня 2019 у Wayback Machine.] / О. І. Ковалів // День. — 7-8 верес. 2018. — № 160—161– С. 10.
- Земля зробить українців багатими, якщо… [Архівовано 12 Травня 2019 у Wayback Machine.] / О. І. Ковалів // День. — 10 жовт. 2018. — № 183 — С. 8.
- Освоєння «цілини»… [Архівовано 11 Травня 2019 у Wayback Machine.] / О. І. Ковалів // День. — 13 лист. 2018. — № 205 — С. 8-9.
- Земельна реформа — це не ринок паїв… [Архівовано 11 Травня 2019 у Wayback Machine.] / О. І. Ковалів // День. — 4 груд. 2018. — № 220 — С. 8-9.
- Не продається! [Архівовано 8 Травня 2019 у Wayback Machine.] / О. І. Ковалів // День. — 9 січня 2019. — № 1 — С. 9.
- У кого земля — у того влада! [Архівовано 8 Травня 2019 у Wayback Machine.] / О. І. Ковалів // День. — 31 січня 2019. — № 17 — С. 9.
- «Нові курси…» — старі схеми… [Архівовано 8 Травня 2019 у Wayback Machine.] / О. І. Ковалів // День. — 27 лютого 2019. — № 36 — С. 8-9.
- Партій багато, земля одна [Архівовано 14 Липня 2019 у Wayback Machine.] / О. І. Ковалів // Дзеркало тижня. — 13 лип. — 19 лип. 2019. — № 27 [423]. — С. 8.
- «Зелений» ринок землі — може «почорніти»… [Архівовано 4 Грудня 2019 у Wayback Machine.] / О. І. Ковалів // День. — 7 серпня 2019. — № 140 — С. 8.
- Гібридна «земельна» війна [Архівовано 10 Вересня 2019 у Wayback Machine.] / О. І. Ковалів // День. — 6-7 вересня 2019. — № 161—162 — С. 10.
- Земельна реформа і конституційний прагматизм [Архівовано 4 Грудня 2019 у Wayback Machine.] / О. І. Ковалів // День. — 7 жовтня 2019. — № 178 — С. 8-9.
- Не спрощуйте, пане Президенте! [Архівовано 4 Грудня 2019 у Wayback Machine.] / О. І. Ковалів // День. — 13 листопада 2019. — № 178 — С. 9.
- Як стати власником? Покрокова інструкція [Архівовано 9 Липня 2021 у Wayback Machine.] / О. І. Ковалів // День. — 14 січня 2020. — № 4 — С. 8-9.
- Шість основ «конституційного прагматизму» [Архівовано 9 Липня 2021 у Wayback Machine.] / О. І. Ковалів // День. — 20 лютого 2020. — № 31 — С. 8-9.
- «Ринок», який порушить Конституцію [Архівовано 9 Липня 2021 у Wayback Machine.] / О. І. Ковалів // День. — 30 квітня 2020. — № 79.
- Конституційне приземлення триває [Архівовано 9 Липня 2021 у Wayback Machine.] / О. І. Ковалів // День. — 6 жовтня 2020. — № 188.
- Конституційна правда лікує земельні рани [Архівовано 9 Липня 2021 у Wayback Machine.] / О. І. Ковалів // Урядовий кур'єр — 24 верес. 2020.
- Земельна правда і конституційна кривда [Архівовано 9 Липня 2021 у Wayback Machine.] / О. І. Ковалів // Дзеркало тижня. — 13 листоп. 2020.
- За незрозумілим «регламентом» [Архівовано 9 Липня 2021 у Wayback Machine.] / О. І. Ковалів // День. — 12-13 берез. 2021 — № 43-44 — С. 10.
- Російський «слід» в реформі ринку землі [Архівовано 9 Липня 2021 у Wayback Machine.] / О. І. Ковалів // День. — 7-8 трав. 2021 — № 81-82 — С. 11.
- У кого земля — в того влада! [Архівовано 20 вересня 2022 у ukurier.gov.ua] / О. І. Ковалів // Урядовий кур'єр. — 02 лютого 2022. — № 20 [7141]. –– С. 4.

## Нагороди та почесні звання
За вагомий особистий внесок у забезпеченні реалізації державної політики у сфері земельних відносин, розвитку сільських територій та високий професіоналізм нагороджено державною нагородою «Заслужений працівник сільського господарства України» та Почесною грамотою КМУ. За високий професіоналізм, наукові здібності, багаторічну роботу в землевпорядних органах та в управлінні сільським господарством нагороджено трудовою відзнакою «Знак Пошани» Мінагрополітики України, нагрудним знаком «Почесний землевпорядник України» Держкомзем України, а також Срібним Почесним нагрудним знаком Державного університету із землеустрою Росії. За високу кваліфікацію і те, що Ковалів О. І. як державний службовець вніс вагомий внесок із забезпечення прав і свобод громадян при врегулюванні земельних та майнових відносин у процесі реформування аграрного сектора економіки України, надання конкретних пропозицій та активну участь в законотворчій діяльності, Верховна Рада України нагородила Почесною грамотою: «За особливі заслуги перед Українським народом». За активну і самовіддану багаторічну громадську діяльність нагороджено двічі Медаллю «Фермерська слава», «Почесна відзнака Аграрного союзу України», Почесною відзнакою «Заслужений захисник природи» Асоціації агроекологів України, «Почесна відзнака НААН» та ін.